# Giải bóng đá hạng tư quốc gia Cộng hòa Síp 2000–01
Giải bóng đá hạng tư quốc gia Cộng hòa Síp 2000–01 là mùa giải thứ 16 của giải bóng đá hạng tư Cộng hòa Síp. Sourouklis Troullon giành danh hiệu đầu tiên.

## Thể thức thi đấu
Có 14 đội tham gia Giải bóng đá hạng tư quốc gia Cộng hòa Síp 2000–01. Tất cả các đội đều thi đấu 2 trận, một trân sân nhà và một trận sân khách. Đội nhiều điểm nhất sẽ lên ngôi vô địch. Ba đội đầu bảng được lên chơi tại Giải bóng đá hạng ba quốc gia Cộng hòa Síp 2001–02 và ba đội cuối bảng xuống chơi ở các giải khu vực.

### Hệ thống điểm
Các đội bóng nhận 3 điểm cho một trận thắng, 1 điểm cho một trận hòa và 0 điểm cho một trận thua.

## Thay đổi so với mùa giải trước
Các đội thăng hạng Giải bóng đá hạng ba quốc gia Cộng hòa Síp 2000–01
- MEAP Nisou
- Elia Lythrodonta
- THOI Lakatamia
- AMEP Parekklisia

Các đội xuống hạng từ Giải bóng đá hạng ba quốc gia Cộng hòa Síp 1999–2000
- Achyronas Liopetriou
- Ellinismos Akakiou
- Doxa Paliometochou

Các đội thăng hạng từ các giải khu vực
- Anagennisi Lythrodonta
- Anagennisi Prosfigon Lemesou
- ASPIS Pylas
- Sourouklis Troullon

Các đội xuống hạng các giải khu vực
- AEK Kythreas
- Orfeas Nicosia
- PAOK Kalou Choriou

## Bảng xếp hạng
| Vị thứ | Đội                          | St. | T. | H. | B. | BT. | BB. | HS. | Đ. | Ghi chú                                                                |
| ------ | ---------------------------- | --- | -- | -- | -- | --- | --- | --- | -- | ---------------------------------------------------------------------- |
| 1      | Sourouklis Troullon          | 26  | 18 | 2  | 6  | 51  | 20  | 31  | 56 | Vô địch-Thăng hạng Giải bóng đá hạng ba quốc gia Cộng hòa Síp 2001–02. |
| 2      | PEFO Olympiakos              | 26  | 16 | 3  | 7  | 49  | 31  | 18  | 51 | Thăng hạng Giải bóng đá hạng ba quốc gia Cộng hòa Síp 2001–02.         |
| 3      | ATE PEK Ergaton              | 26  | 13 | 5  | 8  | 43  | 31  | 12  | 44 | Thăng hạng Giải bóng đá hạng ba quốc gia Cộng hòa Síp 2001–02.         |
| 4      | Anagennisi Prosfigon Lemesou | 26  | 11 | 8  | 7  | 32  | 27  | 5   | 41 |                                                                        |
| 5      | AMEK Kapsalou                | 26  | 12 | 3  | 11 | 31  | 35  | -4  | 39 |                                                                        |
| 6      | Anagennisi Lythrodonta       | 26  | 11 | 5  | 10 | 27  | 27  | 0   | 38 |                                                                        |
| 7      | Ellinismos Akakiou           | 26  | 10 | 7  | 9  | 39  | 33  | 6   | 37 |                                                                        |
| 8      | ASPIS Pylas                  | 26  | 10 | 6  | 10 | 49  | 36  | 13  | 36 |                                                                        |
| 9      | Achyronas Liopetriou         | 26  | 10 | 6  | 10 | 36  | 26  | 10  | 36 |                                                                        |
| 10     | Elpida Xylofagou             | 26  | 11 | 3  | 12 | 46  | 44  | 2   | 36 |                                                                        |
| 11     | Apollon Lympion              | 26  | 10 | 6  | 10 | 45  | 49  | -4  | 36 |                                                                        |
| 12     | APEP Pelendriou              | 26  | 10 | 5  | 11 | 34  | 51  | -17 | 35 | Xuống hạng các giải khu vực.                                           |
| 13     | AEK Kakopetrias              | 26  | 7  | 5  | 14 | 37  | 52  | -15 | 26 | Xuống hạng các giải khu vực.                                           |
| 14     | Doxa Paliometochou           | 26  | 0  | 2  | 24 | 14  | 71  | -57 | 2  | Xuống hạng các giải khu vực.                                           |

Hệ thống điểm: Thắng=3 điểm, Hòa=1 điểm, Thua=0 điểm
Quy tắc xếp hạng: 1) Điểm, 2) Hiệu số, 3) Bàn thắng

## Kết quả
| ↓Home / Away→  | AEK | AMK | ANL | APL | APP | APL | ASP | ATE | ACH | DOX  | ELL | ELP | PEF | SRK |
| -------------- | --- | --- | --- | --- | --- | --- | --- | --- | --- | ---- | --- | --- | --- | --- |
| AEK            |     | 0-2 | 3-0 | 0-3 | 3-2 | 0-1 | 1-1 | 1-1 | 2-2 | 4-1  | 3-0 | 3-2 | 0-3 | 2-3 |
| AMEK           | 3-1 |     | 2-1 | 1-1 | 0-1 | 3-1 | 2-1 | 2-2 | 1-2 | 1-0  | 1-0 | 3-2 | 1-4 | 0-2 |
| Anagennisi B.  | 1-0 | 3-0 |     | 2-1 | 3-0 | 2-1 | 1-1 | 1-1 | 1-0 | 2-0  | 2-0 | 3-0 | 0-2 | 0-2 |
| Anagennisi Pr. | 3-3 | 3-1 | 0-0 |     | 3-1 | 0-0 | 0-3 | 1-0 | 1-0 | 3-0  | 1-0 | 0-0 | 0-0 | 2-1 |
| APEP           | 0-0 | 2-0 | 1-0 | 0-2 |     | 4-2 | 2-1 | 3-1 | 2-1 | 1-0  | 1-1 | 1-1 | 1-1 | 1-0 |
| Apollon        | 3-1 | 0-2 | 1-1 | 1-2 | 5-1 |     | 3-3 | 1-0 | 2-1 | 2-0  | 2-2 | 3-2 | 3-2 | 1-4 |
| ASPIS          | 3-0 | 0-1 | 2-1 | 1-0 | 3-2 | 3-1 |     | 0-2 | 1-1 | 3-2  | 0-1 | 2-3 | 3-2 | 0-1 |
| ATE PEK        | 5-3 | 2-1 | 0-0 | 5-0 | 1-3 | 0-3 | 3-2 |     | 1-0 | 2-1  | 1-2 | 3-1 | 3-1 | 1-0 |
| Achyronas      | 3-0 | 0-0 | 1-2 | 2-0 | 2-0 | 4-0 | 2-2 | 1-3 |     | 2-0  | 1-0 | 3-1 | 1-2 | 2-3 |
| Doxa           | 1-2 | 0-2 | 0-1 | 0-2 | 1-1 | 2-2 | 0-8 | 1-2 | 0-1 |      | 2-3 | 1-4 | 1-3 | 0-1 |
| Ellinismos     | 4-1 | 2-1 | 2-0 | 3-3 | 7-2 | 2-2 | 0-0 | 1-1 | 0-3 | 3-0  |     | 2-1 | 3-1 | 0-1 |
| Elpida         | 1-2 | 2-0 | 1-0 | 0-0 | 4-2 | 3-0 | 0-3 | 0-3 | 1-0 | 10-0 | 1-0 |     | 1-3 | 1-0 |
| PEFO           | 2-1 | 0-1 | 3-0 | 2-1 | 2-0 | 3-2 | 2-1 | 1-0 | 0-0 | 3-1  | 1-0 | 6-2 |     | 0-3 |
| Sourouklis     | 2-1 | 3-0 | 3-0 | 1-0 | 7-0 | 2-3 | 3-2 | 1-0 | 1-1 | 3-0  | 1-1 | 1-2 | 2-0 |     |